# Seven Nation Army
Singles de The White Stripes
Candy Cane Children
(2002) I Just Don't Know What to Do with Myself
(2003)
Pistes de Elephant
Black Math
(2)
Seven Nation Army est une chanson du groupe de rock américain The White Stripes sortie en 2003 sous le label XL Recordings. Extrait de leur 4e album studio Elephant, ce titre a été écrit et produit par le musicien américain Jack White. Le riff de guitare est devenu particulièrement célèbre. En effet, sa mélodie est fréquemment fredonnée par les supporters à l'occasion d'évènements sportifs.
En 2021, le magazine américain Rolling Stone classe la chanson en 36e position dans sa liste des « 500 plus grandes chansons de tous les temps ».

## Genèse
La chanson Seven Nation Army se caractérise par un riff dans les graves, joué à la guitare électrique avec un octaver (Digitech Whammy) pour imiter le son d'une basse.
La mélodie du riff — mi - mi - sol - mi - ré - do - si — rappelle un motif de la symphonie n°5 d'Anton Bruckner, sans que rien n’indique qu’il y ait dans cette ressemblance plus qu’une simple coïncidence. Jack White avait à l'origine mis cette composition de côté en prévision du cas où on ferait appel à lui pour le générique d'un film de James Bond. Il jugeait cependant une telle offre improbable et, lassé d'attendre, il finit par utiliser cette musique pour l'un des titres du quatrième album du groupe. Ironie du sort, il a bien été choisi en 2008 pour composer la chanson du générique de Quantum of Solace, Another Way to Die, interprétée en duo avec Alicia Keys.
Le titre de la chanson est inspiré de la façon qu'avait Jack White, enfant, de prononcer The Salvation Army (l'Armée du salut, une organisation caritative protestante). Contrairement à ce que ce titre pourrait laisser entendre, il n'est donc pas question de morale guerrière : l’histoire est celle d’un homme de retour dans sa ville natale, où il est la proie des quolibets et des ragots.

## Liste des pistes
Single
1. Seven Nation Army (Jack White)
2. Good to Me (Brendan Benson/Jason Falkner)
3. Black Jack Davey (Traditional)

## Classements et certifications
| Classement (2003–2008)                          | Meilleure position |
| ----------------------------------------------- | ------------------ |
| Australie ARIA Charts                           | 17                 |
| Autriche Classement single                      | 18                 |
| Allemagne Media Control Charts                  | 4                  |
| Italie Classement single                        | 3                  |
| Irlande Irish Singles Chart                     | 22                 |
| Pays-Bas Dutch Mega Top 50                      | 22                 |
| Royaume-Uni UK Singles Chart                    | 7                  |
| États-Unis Billboard Hot 100                    | 76                 |
| États-Unis Billboard Hot Mainstream Rock Tracks | 12                 |
| États-Unis Billboard Hot Modern Rock Tracks     | 1                  |

| Classement annuel (2008)         | Rang |
| -------------------------------- | ---- |
| Allemagne (Media Control Charts) | 57   |

| Pays             | Certifications |
| ---------------- | -------------- |
| Allemagne (IFPI) | Or             |

## Hymne de stade
L'arrivée dans les stades de ce riff remonte à octobre 2003, date à laquelle les supporters du Club de Bruges l'entonnèrent  une première fois lors d'une rencontre UEFA en Italie contre l'AC Milan, après l'avoir entendu et chanté quelques heures auparavant dans un café, et sans jamais l'abandonner depuis.
L'air a été depuis repris à de nombreuses occasions lors de manifestations sportives depuis la victoire de l'équipe d'Italie de football contre l'équipe française au Mondial de 2006 avec les mots « Siamo campioni del mondo ». Il est depuis repris un peu partout et même dans les enceintes de football américain. Son succès ne se dément pas puisqu'il est entendu à chaque but marqué lors du championnat d'Europe de football 2012.
L'entrée des équipes nationales, lors de toutes les coupes du monde FIFA (masculine, féminine, U20, U17), se fait désormais accompagnée par cet air.
Seven Nation Army fait son entrée en 2006 dans les stades nord-américains lorsque, inspirés par la Coupe du monde de football 2006, les supporteurs des Nittany Lions de l'université d'État de Pennsylvanie l'adoptent lors des matchs de football universitaire américain au Beaver Stadium. La chanson est adoptée par les fans des Ravens de Baltimore de la National Football League à partir de la saison 2011,. Le succès des White Stripes a aussi envahi les stades de baseball et est prisé, entre autres, par les supporteurs des Orioles de Baltimore.

## Reprises

### Reprise de Punk Division
Singles de Punk Division
New Years Day
(2003) It Takes A Fool To Remain Sane
(2006)
En 2004, Punk Division reprend la chanson en juin. Le single sort sous le major Sony Music Entertainment et se classe 27e dans le hit-parade single en France. Un clip vidéo est tourné pour cette version.

#### Classement par pays
| Classement (2004) | Meilleure position |
| ----------------- | ------------------ |
| France (SNEP)     | 27                 |

### Reprise de Tomer G
Singles de Tomer G
I Like It
(2008)
En 2008, le DJ israélien Tomer G reprend la chanson, en version electro house. Le single sort le 20 juin 2008 en France sous le label Warner. Cette reprise entre dans le top 10 en France. La chanson a été écrite par Jack White et produite par Tomer G.

#### Clip vidéo
Le clip vidéo tourné aux États-Unis, dure 3 minutes et 31 secondes. On y voit le DJ distribuer des flyers en vue d'une soirée qu'il organise sur un bateau.

#### Liste des pistes
CD-Single Warner
1. Seven Nation Army (Tomer G Radio Edit) - 3:29
2. Seven Nation Army (Stadium Radio Edit) - 3:31
3. Seven Nation Army (Tomer G Extended Club Mix) - 6:27

#### Classement par pays
| Classement (2008)            | Meilleure position |
| ---------------------------- | ------------------ |
| France (SNEP)                | 10                 |
| Suisse (Schweizer Hitparade) | 67                 |
| France (Club 40)             | 4                  |

### Reprise de Ben L'Oncle Soul
Singles de Ben l'Oncle Soul
Soulman
(2010)
Pistes de Ben l'Oncle Soul
Soulman
(2)
En mai 2009, le chanteur français Ben l'Oncle Soul reprend la chanson en version pop. 1er single extrait de son album studio Ben l'Oncle Soul. Sortie sous le label Universal Music Group, la chanson a été produite par Guillaume Poncelet et Gabin Lesieur.

#### Liste des pistes
Promo - CD-Single Motown - UMG
1. Seven Nation Army - 2:57

#### Classement par pays
| Classement (2010)                       | Meilleure position |
| --------------------------------------- | ------------------ |
| Pays-Bas (Nederlandse Top 40)           | 57                 |
| Suisse (Schweizer Hitparade)            | 54                 |
| Belgique (Wallonie Ultratop 50 Singles) | 16                 |

### Reprise de Marcus Collins
Singles de Marcus Collins
Mercy
(2012)
Pistes de Marcus Collins
Love & Hate
(2)
En 2012, le participant de l'émission britannique The X Factor Marcus Collins reprend la chanson. Il s'agit de son premier single basé sur le style pop de Ben l'Oncle Soul. Le single sort le 4 mars 2012 et se classe dans le top 10 au Royaume-Uni et en Écosse. Cette version est extrait du premier album studio éponyme du chanteur Marcus Collins (2012) sous le label RCA Records.

#### Liste des pistes
| No | Titre              | Durée |
| -- | ------------------ | ----- |
| 1. | Seven Nation Army  | 2:56  |
| 2. | Break These Chains | 2:27  |

#### Classement par pays
| Classement (2012)              | Meilleure position |
| ------------------------------ | ------------------ |
| Écosse (OCC)                   | 9                  |
| Royaume-Uni (UK Singles Chart) | 9                  |

#### Historique de sortie
| Pays        | Date        | Format                            | Label       |
| ----------- | ----------- | --------------------------------- | ----------- |
| Royaume-Uni | 4 mars 2012 | Téléchargement digital, CD single | RCA Records |

### Autres reprises
Cette chanson a été reprise par de nombreux autres artistes, parmi lesquels :
- SKALD
- Alice Russell
- The Dead 60s
- Audioslave
- Les BRUITS de Couloir
- Damien Rice
- The Hives
- Metallica
- Kate Nash
- Rihanna
- Atomic Sheep (2010)
- BB Brunes
- Nostalgia 77 avec Alice Russell
- Monday Morning
- The Dynamics
- The BossHoss, sur l'album Internashville Urban Hymns (2005)
- The Glitch Mob
- The Vamps par le guitariste James Mcvey sur scène durant un medley de plusieurs tubes.
- La Fouine
- The Pretty Reckless
- C.W. Stoneking
- OneRepublic
- Haley Reinhart
- Hard-Fi
- Par le studio de développement DICE, pour la promotion de leur jeu Battlefield 1, utilisant la version de The Glitch Mob.
- Postmodern Jukebox featuring Haley Reinhart, publiée sur Youtube le 13 août 2015
- Le MSC Magnifica a joué à la corne de brume le thème de Seven Nation Army le 9 mai 2014 en entrant dans le port de Hambourg[29].